# 御岳堂車站
御岳堂車站（日语：／ Mitakedō eki */?）位於日本宮城縣登米市豐里町，是東日本旅客鐵道（JR東日本）氣仙沼線沿線鐵路車站之一。是一由石卷車站代為管理的無人車站，屬JR東日本仙台支社管轄範圍。

## 車站結構
側式月台1面1線的地面車站。石卷站管理的無人站。

## 歷史
- 1968年10月24日 - 伴隨柳津線前谷地 - 柳津間通車而啟用。
- 1977年12月11日 - 柳津 - 本吉間路段通車，成為氣仙沼線沿線車站之一。
- 1987年4月1日 - 日本國鐵分割民營化，本車站由東日本旅客鐵道繼承。

## 相鄰車站
東日本旅客鐵道
■氣仙沼線
陸前豐里－御岳堂－柳津

## 外部連結
- （日語）御岳堂車站（JR東日本） （页面存档备份，存于）